# El día que el universo cambió
El día que el universo cambió: Una mirada personal de James Burke (The Day the Universe Changed: A Personal View by James Burke), es una serie de documentales de televisión producida por la BBC en 1985, escrita, producida y conducida por el historiador de la ciencia James Burke. Su temática es el impacto social del desarrollo de la ciencia y la tecnología. Fue televisada por la cadena BBC1 del 19 de marzo al 21 de mayo de 1985.

## Episodios
La serie constaba de diez capítulos: 
- 1. The Way We Are: It Started with the Greeks [Así somos: empezó con los griegos]

- 2. In the Light of the Above: Medieval Conflict - Faith & Reason [Bajo una luz superior: conflicto medieval - Fe y Razón]

- 3. Point of View: Scientific Imagination in the Renaissance [Punto de vista: la imaginación científica en el Renacimiento]

- 4. A Matter of Fact: Printing Transforms Knowledge [Simples hechos: la imprenta transforma el conocimiento]

- 5. Infinitely Reasonable: Science Revises the Heavens [Infinitamente razonable: la ciencia revisa el cielo]

- 6. Credit Where It's Due: The Factory & Marketplace Revolution [El crédito donde se requiere: la revolución de la producción y el mercado]

- 7. What the Doctor Ordered: Social Impacts of New Medical Knowledge [Lo que el doctor prescribe: el impacto social del nuevo conocimiento médico]

- 8. Fit to Rule: Darwin's Revolution [Ajustado para mandar: la revolución de Darwin]

- 9. Making Waves: The New Physics - Newton Revised [Haciendo ondas: la nueva Física - Newton revisado]

- 10. Worlds Without End: Changing Knowledge, Changing Reality [Mundos sin fin: cambiando el conocimiento, cambiando la realidad]